# Proteus (datorspel)
Proteus är ett open worldspel från 2013 utvecklat av Ed Key och David Kanaga. Det släpptes den 30 januari 2013 till Windows och Macintosh, den 8 april 2013 till Linux och den 29 oktober samma år till Playstation 3 och Playstation Vita. Spelet kretsar kring utforskandet av en ö där inga specifika mål är uppsatta. Spelaren upptäcker platsen samtidigt som musiken ändras beroende på var man befinner sig eller vilka djur och växter man stöter på. Under spelets gång skiftar årstiderna och därmed omgivningarnas utseende. Spelvärlden i sig ändras för varje ny omgång man spelar vilket innebär unika miljöer varje gång.
Ed Key inledde utvecklingen av spelet 2008 och David Kanaga anslöt 2010. Båda ville göra ett "icke-traditionellt och icke-våldsamt" spel. De övervägde olika spelmekanismer såsom uppdrag, innan de bestämde sig för den slutliga speldesignen. Curve Studios utvecklade versionerna till Playstation 3 och Playstation Vita och lade till innehåll i utgåvan till Vita på uppmaning från Sony. 
En betaversion av Proteus vann priset för bästa ljud på 2011 års Indiecade och var finalist i kategorin Nuovo Award på Independent Games Festival 2012. Recensenter berömde både originalutgåvorna och de till Playstation, särskilt lyfte de fram spelets nyttjande av ljud. Några var samtidigt negativt inställda till spelets längd och återspelningsvärde. Spelare har diskuterat om Proteus kan definieras som ett datorspel och har emellanåt beskrivits som ett icke-spel.

## Spelupplägg
I Proteus utforskar spelaren en ö från ett första-personsperspektiv. Ön har ett pixel-liknande utseende och innehåller klippor, träd, byggnader och djur, som grodor och kaniner. Miljöerna är annorlunda för varje ny spelomgång. Spelets fokus ligger mer på upptäckande än interaktion eftersom det inte finns någon berättelse och spelaren inte får några instruktioner kring hur denna ska fortsätta spelandet. De få möjligheterna till interaktion är begränsade, exempelvis springer djur iväg när spelaren kommer för nära. Soundtracket ändras beroende på spelarens rörelser och placering på ön. Musiken dämpas när spelaren är på toppen av en kulle och förstärks när färden går neråt igen. Likaså blir ljudbilden extra påtaglig när spelaren närmar sig diverse objekt eller djur.
I spelets början befinner sig spelaren långt ifrån ön och måste ta sig över ett hav för att nå dit. När spelaren anländer står det en fritt att utforska ön under den inledande årstiden, våren. Under natten kan spelaren stiga in i ett ljussken för att förflytta sig till nästa årstid. Denna händelse upprepas till spelaren når slutet på vintern då spelet tar slut. Landskapet ändrar utseende med årstiderna, bland annat faller trädens blad på hösten.
I versionen till Playstation Vita finns möjligheten att påverka omgivningarna med konsolens bakre styrplatta och forma öar baserat på tid och plats i den riktiga världen.

## Utveckling
2008 påbörjade den brittiske utvecklaren Ed Key, under kvällar och helger, arbetet med Proteus. Det fick sin slutliga form när David Kanaga tillkom 2010. Key föreställde sig i starten spelet som ett rollspel i stil med The Elder Scrolls IV: Oblivion, där spelaren skulle kunna besöka städer och genomföra uppdrag. När utvecklarna insåg omfattningen och vad detta skulle medföra, beslöt de sig istället för att göra något "icke-traditionellt och icke-våldsamt".
Key använde en spelmotor han själv utformat med programspråket C# när han gjorde spelet. Utvecklarna var intresserade av att tillåta användargenererade mods av spelet; några sådana modifierade versioner av Proteus har senare skapats av communityn.  Efter att David Kanaga anslöt i form av ljudkompositör, förfinades ljudmekaniken allteftersom olika idéer prövades. Exempelvis övervägde man att låta spelare skapa sin egen musik i spelet. Den idén övergavs eftersom utvecklarna kände att det skulle avleda spelaren från själva utforskandet och förvandla spelet till ett sorts kreativt verktyg.
Vid tidpunkten för spelets utgivning kontaktade och arbetade Curve Studios med spelutvecklarna för att portera spelet till Playstation 3 och Vita. De versionerna använder Curve Studios egen spelmotor. Sony ville att spelet skulle innehålla nya detaljer, men Key sade att företaget aldrig försökte styra riktningen i utvecklingen av detaljerna. Key lade till plats- och tidbaserad generering av spelvärlden, samt ett sätt att interagera med spelet genom att använda Vitas bakre styrplatta. Han sade också att denna generering av spelvärlden kunde komma till de andra versionerna i framtiden.

## Lansering och mottagande
| Mottagande      | Mottagande              |
| Samlingsbetyg   | Samlingsbetyg           |
| Tjänst          | Betyg                   |
| --------------- | ----------------------- |
| Gamerankings    | 77.46% (13 recensioner) |
| Metacritic      | 80/100 (24 recensioner) |
| Recensionsbetyg |                         |
| Publikation     | Betyg                   |
| Destructoid     | [ 25 ]                  |
| Edge            | [ 26 ]                  |
| Eurogamer       | [ 7 ]                   |
| Gamespot        | [ 8 ]                   |
| Gametrailers    | [ 27 ]                  |
| IGN             | [ 10 ]                  |
| PC Gamer US     | 76/100                  |
| The Guardian    | [ 29 ]                  |
| GameFront       | 75/100                  |

En betaversion av Proteus visades på indiespel-festivaler och fick uppmärksamhet via speljournalister. Det vann pris på Indiecade 2011 för bästa ljud, 
 och var nominerad 2012 för GameCity Prize, men priset gick till Journey. Proteus var finalist i kategorin Nuovo Award på Independent Games Festival 2012, en utmärkelse för abstrakta och okonventionella spel, och fick hedersomnämnanden i kategorierna Excellence in Audio och Seumas McNally Grand Prize. Spelet vann pris för Most Amazing Indie Game på 2012 års A MAZE. Indie Connect Festival och deltog samma år i en utställning på Museum of Modern Art. I en artikel som diskuterade 2011 års spel om utforskande, beskrev Jim Rossignol på Rock, Paper, Shotgun Proteus som "en av de mest charmiga upplevelser" han hade haft i ett indiespel. 2012 uttryckte Rick Lane på IGN att han fann spelet "härligt berusande", unikt och fängslande, och Tom Francis på PC Gamer var positiv i sin kritik och pekade särskilt på spelets skiftande soundtrack.
Proteus gavs ut den 30 januari 2013 till Windows och Mac och den 8 april samma år till Linux. När förbeställningarna blev tillgängliga 2012, fanns en Artifact Edition också med, en version som innehöll bilder, spelets soundtrack och information om utvecklingen. Key bad om ursäkt att Artifact Edition fortfarande var under utveckling och ej klar för leverans vid utgivningsårets slut, och erbjöd att återbetala köpare på begäran. I maj 2014 hade utgåvan inte släppts. Den 29 oktober 2013 släpptes spelet till PS3 och PS Vita.
Proteus fick efter lanseringen överlag positiva recensioner och fick samlingsbetyg på 80% respektive 78% på Metacritic och Gamerankings för Windowsversionen. Oli Welsh på Eurogamer, PC Gamers Tom Senior och Nathan Grayson på IGN, gav allihopa lovord för det varierande ljudet och nämnde hur det följde dem genom spelet. Grayson skrev att "Det är märkligt fängslande att bara gå runt och låta [ljuden] skölja över dina omgivningar". En recension i Edge, som var allmänt positiv till soundtracket, beskrev att musiken "aldrig riktigt sätter igång", i synnerhet på grund av frånvaron av trummor i de flesta av årstiderna. I en omröstning i Shacknews blev Proteus det sjunde bästa spelet 2013. Alice O'Connor skrev på webbsajten att spelet "på ett förtjusande sätt saknar förklaring".
Spelets längd och återspelningsvärde fick blandade reaktioner. John Robertson på Gamespot ansåg att spelet hade en låg grad av återspelningsvärde och Tom Senior på PC Gamer tyckte att spelet kändes väldigt likartat vid efterföljande genomspelningar. Gametrailers Daniel Bloodworth menade däremot att de slumpmässigt genererade öarna erbjöd ett tillfälle att se saker som spelare kunde ha missat första gången, och IGN:s Nathan Grayson fann sig själv spela om spelet många gånger.
Versionerna till Playstation 3 och Vita togs också emot väl. Mike Rose på Pocket Gamer gav spelet 7/10 i sin recension. Han hyllade det tillagda innehållet i Vita-versionen, men noterade problem i prestanda. I den brittiska tidningen Metros recension, skrev Roger Hargreaves att versionen till Vita gav honom fler anledningar att spela om spelet på grund av tillskottet med Playstation-troféer. PlayStation Official Magazine‍ 's Joel Gregory kallade PS3-versionen "enkel men underbart effektiv".
Flera spelare debatterade Proteus status som ett datorspel och lyfte fram aspekter som bristen på riktiga mål. Vissa kallade det ett icke-spel. Den beskrivningen var dock kontroversiell. Grayson poängterade att Proteus faktiskt innehöll en handling (att gå) och ett mål (att fortskrida genom årstiderna). Edges recensent hävdade att dagarnas och nätternas gång, det växlande vädret och de av spelaren triggade skiftande årstiderna, kvalificerade Proteus till ett legitimt spel. Utvecklaren Ed Key replikerade och framhöll att samtidigt som det innehåller primitiva spelmekanismer, är interaktionen med dessa valfri och de ger vanligtvis inte feedback. Han argumenterade och sa att "uppmuntran av en strikt definition av 'spel' gör inget annat än främjar konservatism och det defensiva".